# 槐糖
槐糖是一种二糖，是葡萄糖的二聚体。它和其它葡萄糖二聚体不同，像是麦芽糖，它有不寻常的 β-1,2 键。它于 1938 年从槐（学名：Sophora japonica）的荚里分离。它是槐糖脂的成分，也是葡萄糖焦糖化的产物。